# Podplanina
Podplanina je naselje u slovenskoj Općini Loškom Potoku. Podplanina se nalazi u pokrajini Dolenjskoj i statističkoj regiji Donjoposavskoj regiji. 

## Stanovništvo
Prema popisu stanovništva iz 2002. godine naselje je imalo 21 stanovnika.